# Ab Tresling
Albert Willem (Ab) Tresling (Den Haag, 4 mei 1909 - Breda, 29 oktober 1980) was een Nederlandse hockeyer.
Tresling speelde voor de HOC en maakte deel uit van het Nederlands team dat op de Olympische Zomerspelen in 1928 een zilveren medaille won.  In 1936 stopte hij vanwege een verhuizing bij HOC en ging voor BH & BC Breda spelen; daar was hij later ook bestuurslid. Tresling speelde ook bij de Bredase Lawntennisclub. Tresling, die majoor der artillerie was, speelde 46 keer voor het Nederlands team en was gedurende 1959-1969 coach van het Nederlands Militair hockeyteam. Tresling had in ieder geval één zoon, Kees Tresling.
Jan Ankerman · 
Jan Brand · 
Emile Duson · 
Gerrit Jannink · 
Adriaan Katte · 
August Kop · 
Paul van de Rovaart · 
Ab Tresling · 
Robert van der Veen · 
Hendrik Philip Visser 't Hooft · 
Rein de Waal · 
C. J. J. Hardebeck · 
T. F. Hubrecht · 
G. Leembruggen · 
H. J. L. Mangelaar Meertens · 
Otto Muller von Czernicki · 
W. J. van Citters · 
C. J. van der Hagen · 
Tonny van Lierop · 
J. J. van Tienhoven van den Bogaard · 
J. M. van Voorst van Beest · 
N. Wenholt · 
Coach: Jaap Quarles van Ufford
1. ↑  . Gearchiveerd op 4 augustus 2021.
2. ↑  . Gearchiveerd op 4 augustus 2021.